# Calopteryx laosica
Calopteryx laosica е вид водно конче от семейство Calopterygidae.

## Разпространение
Видът е разпространен във Виетнам, Китай (Юннан) и Лаос.